# 仮想儀礼
『仮想儀礼』（かそうぎれい）は、篠田節子の小説。金儲け目当てで新興宗教法人を創設したどん底の失業者の男二人が、その勢力を拡大する一方、営利や売名目的の人間たちの介入により、続発するトラブルに巻き込まれて翻弄されていく模様を描く。
2023年にテレビドラマ化された。

## 書誌情報
- 篠田節子『仮想儀礼』〔上〕
  - 単行本：2008年12月1日発行、新潮社、ISBN 978-4-10-313361-2
  - 文庫本：2011年5月30日発売、新潮文庫、ISBN 978-4-10-148416-7
- 篠田節子『仮想儀礼』〔下〕
  - 単行本：2008年12月1日発行、新潮社、ISBN 978-4-10-313362-9
  - 文庫本：2011年5月30日発売、新潮文庫、ISBN 978-4-10-148417-4

## テレビドラマ
2023年12月3日から2024年2月11日まで、NHK BSプレミアム4Kの「プレミアムドラマ」枠で放送されたテレビドラマ。主演は青柳翔と大東駿介。
自らが興した新興宗教に振り回される教祖たちと、家庭や社会での生き辛さを抱え宗教に没入する信者たちの厳しい現実も描く作品だが、テレビドラマは2023年の日本の実相を切り取った喜劇に脚色している。

### キャスト

#### 主要人物
鈴木正彦 / 桐生慧海
演 - 青柳翔
元都庁の都市開発局のエリート職員。副業で知り合った誠の口車に乗ったことから総てを失う。再会した誠と、金儲けの為に宗教団体「聖泉真法会」をでっちあげることとなり「教祖」にされてしまう。
矢口誠
演 - 大東駿介（小学生時：白髭善、中学生時：白鳥晴都）
元ゲーム会社社員。シナリオのゴーストライターをしていた正彦に肩入れするも、自身が不倫で会社を追い出されホームレスに。無職の正彦と再会し、新興宗教法人を立ち上げて一儲けしようと持ちかけ、「聖泉真法会」の総長となる。

#### 周辺人物
山本広江
演 - 石野真子
「聖泉真法会」集会所の近所に住む主婦。次第に正彦に心を許し、家庭内での悩みを相談するうちに信者となる。
如月秋瞑
演 - 美波
「聖泉真法会」の集会所を最初に訪れた女性。正彦の誠実さに惹かれて入信するも、その「巫女」的な振る舞いがやがて暴走を始める。
徳岡雅子
演 - 松井玲奈
元・小劇場の女優。父親は代議士。兄より性的虐待を受けリストカットを繰り返してきた。「聖泉真法会」に居場所を見つけ入信する。
伊藤真実
演 - 川島鈴遥
コンビニで働く大学1年生。「恵法三倫会」の執拗な勧誘から逃げ「聖泉真法会」の集会所に飛び込んできた。
島森麻子
演 - 河井青葉
「恵法三倫会」の中核信者。勧誘した大学生・真実が「聖泉真法会」の集会所に逃げ込んだため、連れ戻そうと画策する。
増谷哲成
演 - 奥野瑛太
スーパー「モリミツ」の総務課長。社長の森田の命令で「聖泉真法会」の実務の一切を取り仕切る。
竹内由宇太
演 - 齋藤潤
高校生。学校でイジメられており、復讐のために修行や瞑想で「超人的な力」を手に入れたいと考えている。
中山和哉
演 - 宮地真史
物理学のポストドクター。秋瞑の紹介で「聖泉真法会」の信者となる。
藤田圭子
演 - 峯村リエ
広江の友人。当初は正彦たちを疑っていたが、ある経験を機に入信する。
森田源一郎
演 - 尾美としのり
北関東のスーパー「モリミツ」の社長。元役人で闇深い過去を持つ。
回向法儒
演 - 目黒祐樹
かつて霊感ビジネスで鳴らした新宗教大教団「恵法三倫会」の教祖。政財界にも繋がりが深く、底知れぬ権力を持つ。
石坂一光〈71〉
演 - 石橋蓮司
「聖泉真法会」に事業拡大のための経営戦略を指南するコンサルタント。

#### ゲスト

##### 第1回
鈴木夕美
演 - 入山法子（第6回）
正彦の妻。
佐藤
演 - 板倉武志
正彦の学生時代の友人。ゲーム会社勤務。正彦をライターとして雇う。
不動産屋
演 - ノゾエ征爾
正彦と誠が物件を探しにいった不動産屋。
時枝
演 - 田根楽子
聖泉真法会が入居することになった物件「グランド・フォート」の大家。
ホームレス
演 - 紀伊修平、棚橋ナッツ
都庁前の炊き出しに並ぶホームレス。
ミスターマリオ
演 - 大村わたる
投資セミナー講師。
部下
演 - 片山幸人
正彦の東京都都市開発局勤務時代の部下。
店員
演 - 段丈てつを（第9回）
居酒屋店員。

##### 第2回
京極先生
演 - 麿赤兒
俳優 兼 合気道師範代。
女性
演 - 呑山仁奈子
霊能者にみてもらったら借財の怨念が付いてると言われ、お祓いの対価として80万支払ったと「聖泉真法会」に相談に来た。
演 - 藤井由紀
パート先で給料の未払いがある上、母親が病気が治らないのに強制退院させられたと「聖泉真法会」に相談に来た。
信者
演 - 竹森千人、倉田萌衣
合宿で伊藤真実を執拗に勧誘する「恵法三倫会」の信者。
大学生
演 - 松岡仁、石橋和磨
新入生を勧誘する明応大学オールラウンドサークル「HOWDY」のメンバー。
演 - やしろなな
サークル「HOWDY」に勧誘されるアナウンサー志望の大学生。
男性
演 - LEIGH・C
英会話サークル「イングリッシュ スマイル カフェ」メンバー。サークルの実体は新興宗教「恵法三倫会」。

##### 第3回
支部長
演 - 久保井研
「恵法三倫会」支部長。
青木
演 - 森優作（第4回）
麻子と共に「恵法三倫会」から「聖泉真法会」にやって来たが、実はまだ「恵法三倫会」と繋がっており、上に報告を上げている。
島森圭介、島森詩織、男児
演 - 芳村宗治郎（第6回）、畦田ひとみ、尾込泰徠
麻子が「聖泉真法会」に連れてくるようになった息子一家。圭介は雅子と共に手首を切る心中事件を起こしてしまう。
学生たち
演 - 酒井大地（第4回声の出演）、南龍和（第4回声の出演）、安本丞（第4回声の出演）
由宇太を暴力で服従させ金をカツアゲしていた。
ヨガ講師
演 - 大友麻子
正彦と矢口が動画サイトで観ていたヨガ講師。

##### 第4回
業者
演 - 滝裕二郎
かつて森田が役人だった頃の出入り業者。彼に未公開株の情報を伝えた。
秘書
演 - 鎌倉梓（第5回・第7回・第8回）
「モリミツ」での森田の秘書。
店員
演 - みやたに（第5回）
正彦たちが行きつけの中華料理店の店員。

##### 第5回
社長たち
演 - 山田明郷（役名：城山）（第6回）、神崎孝一郎、松澤重雄
石坂が正彦に引き合わせた社長たち。彼らと新たに瞑想の会「錬成会」を立ち上げる。
山崎、高木
演 - 大宮将司、鈴木武
奈良県警の刑事。由宇太が殺人を犯したことを伝えに来た。
店員
演 - THAPA
石坂が正彦たちを連れて行ったネパール料理屋の店員。
女性たち
演 - 辻凪子、小槙まこ、星初音
正彦が新たに始めた瞑想の配信チャンネルを観てファンになり、集会所にグッズを買いに来た女性たち。

##### 第6回
イカロス
演 - 信太昌之
正彦が桐生慧海としてゲスト出演した配信番組「イカロスの賢者タイム」のMC。
エミカ
演 - 橋本小雪
「イカロスの賢者タイム」のアシスタント。お笑い芸人。
雨宮
演 - 内田慈
茶道家。正彦の付け焼刃の知識を見抜く。
森田源
演 - 稲葉友（第7回・第8回回想）
源一郎の息子。埼玉県戸川市長選に無所属で出馬する。
アキナ
演 - 佐々木春香
正彦が接待された銀座のCLUBラビリントのホステス。本名はちはる。裏アカから正彦にDMしてきた。
部下
演 - 南翔太
石坂の部下。正彦を銀座のクラブで接待する。
出席者
演 - 谷仲恵輔、岸田研二、岡田樹里
雨宮のお茶会の出席者。

##### 第7回
間宮尊徳
演 - 渡辺正行
埼玉県戸川市長選の候補者。民自党支部長。
MC世田谷
演 - 鈴之助
戸川市長選挙で森田源を応援するラッパー。本名：田中三郎。後に大麻所持容疑で逮捕される。
刑事
演 - 安藤彰則、高田里穂
「聖泉真法会」が石坂から購入した仏像は、ネパールのカルマラス僧院から1992年に盗まれたユネスコ指定の文化財だとして、捜査に訪れた刑事。
女性
演 - 川久保晴（第8回回想）
日本人の家族生活を守る「わか葉の会」を率いる女性。保守政治家の間宮尊徳を応援するが、その実態は「恵法三倫会」青年部戸川支部のメンバーたちだった。
かんざき
演 - 内藤正記
ニュース配信サイト「ネット9 NEWS」で戸川市長選をリポートする選挙マニア。
スタッフ
演 - 浅野令子
森田源の選挙スタッフ。立会演説会で彼の横でサポートする。
記者
演 - 朝井瞳子
外国人の実習生たちに怪しげな新興宗教を押し付けたと報道された件へのコメントを森田源一郎に求める。
演 - 山田慎覇
ご子息の支持率が急降下した件については、と森田源一郎に詰め寄る。
秘書
演 - つじかりん（第8回）
桐生慧海の秘書。
丸岡定次郎
演 - 川口啓史（写真出演・第8回写真）
民自党最大派閥のボス。厚労省上がりで「恵法三倫会」のバックにいるとされる。

##### 第8回
安藤靖久
演 - カトウシンスケ
「週刊ニュースウォッチ」の記者。石坂と「恵法三倫会」の闇を暴く記事の取材で正彦に接触するも、記事が出た後に自身の不貞行為をネタに圧力をかけられたのか「取材の事は忘れて下さい」と急にトーンダウンし引き下がる。
聖子
演 - 芦那すみれ（現在：鈴木ひろみ〈第9回・最終回〉）
誠の母。喘息の息子の治療に悩み、すがった「恵法三倫会」にのめり込んでしまい、家庭が崩壊した。
ツカダ
演 - 中山雄斗
チャンネル「ツカダtube」で動画を配信する男性。「週刊ニュースウォッチ」の記事を元に、「恵法三倫会」と石坂一光、丸岡定次郎の関係性などを解説する。
査察官
演 - 井上肇、関幸治
桐生慧海の下に強制捜査に入り、取り調べを行った国税局査察官。
演 - 松本入真
誠のところに強制捜査で現れた査察官。
小田
演 - くまさかりえ
誠の母に執拗に「恵法三倫会」を勧められる主婦。
信者
演 - 三浦健人
「聖泉真法会」の信者。桐生慧海に「マルサに疑われるようなことを先生はしたんですか」と尋ねる。
サトシ
演 - 田代輝
誠の中学高時代の友人。彼が貸した携帯電話で誠は「恵法三倫会」のことを調べた。
リポーター
演 - 藤原倫己
「聖泉真法会」の信者が「真相出版社」を襲撃のニュースを現場からレポートする。
声 - 川井淳史（第9回・最終回）
乗用車に乗った石坂一光の遺体が発見されたニュースを伝える。
- 舘野将平[注 4][55]、松本卓也[56]

##### 第9回
徳岡重光、佐知子
演 - 酒向芳（最終回）、岩橋道子（最終回）
雅子の両親。娘を説得しようと集会所までやってきた。
伊藤宗介、成美
演 - 松浦祐也（最終回）、今藤洋子（最終回）
真実の両親。支援者に頼り、教団集会所から買物で外出中の娘を拉致して監禁した。
刑事
演 - 荒谷清水
騒動のあと正彦を署で事情聴取する刑事。
牟田
演 - 松浦慎一郎
真実の両親が彼女の生活態度を矯正してもらうために頼った男性。
牟田の部下
演 - 小原剛、小沼光秀
ワゴン車で買物帰りの真実を拉致監禁した。
男性
演 - 永沼伊久也
「聖泉真法会」の集会所に乱入してきた迷惑動画配信者。
圭子の夫、娘、息子
演 - 牟田浩二、片桐美穂、尾倉ケント
脱会する圭子を集会所まで迎えに来た家族。
宮下真央
演 - 吉野実紗
東西テレビの記者。占いを頼む振りをして秋瞑に取材しようとする。
記者
演 - 田中佑弥、丸山奈緒、菊池銀河
「聖泉真法会」の集会所前に集結した記者。桐生慧海と信者たちに容赦ない質問をぶつける。

##### 最終回
受刑者
演 - 半海一晃
刑務所の運動場で正彦に話しかけた男性。正彦を桐生慧海と知った上で、被害者が毎晩夢に出てきて眠れないと相談する。
裁判長
演 - 松岡依都美
正彦の裁判の裁判長。懲役5年の実刑を言い渡す。
記者
演 - 原田桂佑、石橋穂乃香
真実の両親に対する事件を受け、警察に出頭すると話す正彦たちを取材する記者たち。
祖父母
演 - 中山克己、芦沢孝子
正彦の祖父母。真実が一時避難していた。
- 石崎竜史[71]

### スタッフ
- 原作 - 篠田節子『仮想儀礼』
- 脚本 - 港岳彦[1]、江頭美智留[1]
- 音楽 - 岩代太郎[1]
- ラップ作詞作曲 - 吉岡聖治
- 撮影 - 伊藤加菜子、川口慎一郎
- 照明 - 高坂俊秀
- 音声 - 豊田真一
- 映像技術 - 鈴木裕
- 編集 - 二宮心太
- 音響効果 - 岩尾亮太
- CG制作 - 大澤宏二郎、宮井勇気
- イラスト - 鮎原旬
- VFX - 小部昌史、嶋田栄一
- カラーグレーディング - 酒井有希
- 美術 - 鈴村髙正、大町力、伊藤悟、陳野公彦、向後彩華、黒瀧きみえ
- 衣装 - 大平みゆき
- ヘアメイク - オオクボエミコ
- 取材 - 佐藤善木、高橋伸治、山田伊織、岡田昭儀、青木克齋、湯本充
- リサーチャー - 仙田麻子、西田悠乃、北山尚暉、山田将、松村隆司、小林大地
- 宗教考証 - 釈徹宗[1]
- チベット宗教アドバイザー - クンチョック・シタル
- 真言宗アドバイザー - 名取芳彦
- 医療考証 - 依田茂樹
- 警察考証 - 古谷謙一
- 選挙考証 - 西野偉彦[35]
- 法律考証 - 野村修一、林千春
- 鍼灸指導 - 小島翔
- アクション指導 - 小原剛
- タイトルロゴ - 金ゆんみ
- ナレーション - 津田健次郎[72]
- 制作統括 - 高城朝子（テレビマンユニオン）[1]、勝田夏子（NHK）
- 演出 - 岸善幸[1]、石井永二（テレビマンユニオン）[1]、森義隆[1]
- 制作・著作 - NHK、テレビマンユニオン

### 放送日程
| 各回   | 放送日         | サブタイトル           | 脚本              | 演出     |
| ------ | -------------- | ---------------------- | ----------------- | -------- |
| 第1回  | 2023年12月03日 | 宗教が始まる           | 港岳彦            | 石井永二 |
| 第2回  | 12月10日       | 信者がくる             | 港岳彦            | 石井永二 |
| 第3回  | 12月17日       | 奇跡を起こす           | 港岳彦            | 石井永二 |
| 第4回  | 12月24日       | お金が入ってくる       | 港岳彦 江藤美智留 | 森義隆   |
| 第5回  | 2024年01月07日 | 栄光に向かって走る     | 港岳彦 江藤美智留 | 森義隆   |
| 第6回  | 01月14日       | 天狗になる             | 港岳彦 江藤美智留 | 森義隆   |
| 第7回  | 01月21日       | 戦いが始まる           | 港岳彦            | 石井永二 |
| 第8回  | 01月28日       | 明らかになる           | 港岳彦            | 石井永二 |
| 第9回  | 02月04日       | 魔境に堕ちる           | 港岳彦            | 岸善幸   |
| 最終回 | 02月11日       | そして、宗教が生まれる | 港岳彦            | 岸善幸   |

| NHK BSプレミアム4K・NHK BS プレミアムドラマ     | NHK BSプレミアム4K・NHK BS プレミアムドラマ | NHK BSプレミアム4K・NHK BS プレミアムドラマ                 |
| 前番組                                          | 番組名                                      | 次番組                                                      |
| ----------------------------------------------- | ------------------------------------------- | ----------------------------------------------------------- |
| 一億円のさようなら （2023年10月1日 - 11月19日） | 仮想儀礼 （2023年12月3日 - 2024年2月11日）  | 舟を編む 〜私、辞書つくります〜 （2024年2月18日 - 4月21日） |